# Bronzový vlk
Bronzový vlk je jediné vyznamenání udělované Světovým skautským výborem (WSC) Světové organizace skautského hnutí (WOSM) jako uznání za „vynikající služby jednotlivce ve prospěch světového skautského hnutí“. Vyznamenání je udělováno od roku 1935.

## Historie
Zakladatel skautingu, Robert Baden-Powell, nejdříve oceňoval za význačné příspěvky ke skautingu od jakéhokoli skauta udílením britského skautského vyznamenání Stříbrného vlka, přestože byl světovým skautským náčelníkem. (Stříbrný vlk později položil také základ stejnojmennému československému a českému vyznamenání.)
V roce 1924 Mezinárodní výbor, předchůdce WSC, zjistil, že by potřeboval ocenění, které by mohl udělovat vlastním jménem a na vlastní doporučení. Baden-Powell chtěl omezit počet udělených ocenění, ale uznal, že obavy výboru byly platné. Diskuse o této záležitosti byla znovu otevřena v roce 1932 a rozhodnutí ke změně bylo přijato v červnu 1934. WSC schválil ocenění 2. srpna 1935 ve Stockholmu a jednomyslně udělil prvního Bronzového vlka Baden-Powellovi. Bronz byl zvolen jakožto důstojná alternativa ke drahým kovům zlatu a stříbru.
Mezinárodní výbor se od počátku snažil udržet exkluzivitu vyznamenání – nejprve byl proto omezen počet nově vyznamenaných na dva každé dva roky. V praxi bylo vyznamenání udíleno ještě vzácněji, v letech 1935 až 1955 jich bylo uděleno pouze 12. Se vzrůstajícím počtem skautů na světě se zvýšila i četnost udílení. V letech 1955 až 2015 bylo vyznamenání uděleno 346krát. Současné pokyny WSC stanovují, že počet udělených vyznamenání by měl být omezen přibližně na jedno na každé dva miliony členů po celém světě. Vyznamenání se neudílí in memoriam.

## Popis
Insignie Bronzového vlka je bronzový vlevo kráčející vlk se zdviženým ocasem, visící za očko na hřbetě. Řádová stuha je tmavě zelená s úzkým žlutým lemem.

## Nositelé
Do roku 2019 bylo toto ocenění uděleno celkem 371krát. Z Čechů jej obdržel pouze jeden – v roce 2002 byl Bronzový vlk jako prvnímu skautovi ze zemí bývalé východní Evropy udělen Jiřímu Navrátilovi.